# Шмельова Світлана Олександрівна
Шмельо́ва Світла́на Олекса́ндрівна — народна депутатка України, член фракції КПУ (з листопада 2007), член Комітету з питань соціальної політики та праці (з грудня 2007), голова підкомітету з питань регулювання трудових відносин та зайнятості населення (з січня 2008). Безпартійна.

## Життєпис
Народилась 12 січня 1948.
Освіта вища.

## Депутатська діяльність
Народний депутат України 6-го скликання з листопада 2007 від КПУ, № 20 в списку. На час виборів: головний редактор газети «Київський вісник», безпартійна.
10 серпня 2012 року у другому читанні проголосувала за Закон України «Про засади державної мовної політики», який суперечить Конституції України, не має фінансово-економічного обґрунтування і спрямований на знищення української мови. Закон було прийнято із порушеннями регламенту.
Березень 2006 кандидат в народні депутати України від КПУ, № 44 в списку. На час виборів: головний редактор газети «Київський вісник», безпартійна.